# 長部謹吾
長部 謹吾（おさべ きんご、1901年4月1日 - 1991年12月8日）は、新潟県出身の検察官。最高検察庁次長検事、最高裁判所判事を務めた。小説家・黒井千次（本名・長部舜二郎）は次男。孫にフジテレビプロデューサーの長部聡介。

## 経歴
1925年（大正14年）3月に東京帝国大学法学部独法科を卒業。いったん日本興業銀行に入ったが「性に合わない」と2ヶ月で退職した。1926年（大正15年）4月に司法官試補、1927年（昭和2年）12月に検事となり、大審院検事などを務め、1951年（昭和26年）2月に長野地検検事正となる。
その後、東京高検次席検事となり、次いで最高裁検事、高松・広島両高検検事長を務める。東京高検次席検事は造船疑獄にぶつかったが胃潰瘍の手術のため病床にいて殆どタッチしなかった。広島高検検事長時代は八海事件の偽証捜査を指揮した。
1959年（昭和34年）6月に最高検次長検事となる。
1963年（昭和38年）4月5日に最高裁判所判事に就任。就任の時に「判事になっても、法律と良心に従ってやるだけ。早く裁判官の気持ちになりきって、冷静な判断を下せる自分をつくっていきます」と語った。
全逓東京中郵事件の最高裁審理では最高検次長検事時代に一審無罪判決の控訴申し立てを指揮する検察官の職務を行ったとして回避した。
1971年（昭和46年）3月に定年退官。